# Xavier Daufresne
Xavier Daufresne (Lasne, 24 dicembre 1968) è un ex tennista belga.

## Carriera
Si è fatto notare una prima volta al Geneva Open 1989 dove ha sconfitto all'esordio la prima testa di serie Alberto Mancini per poi riuscire ad avanzare fino ai quarti di finale dove è stato eliminato da Marc Rosset.
Durante gli Australian Open 1994 ha raggiunto a sorpresa il quarto turno, nel suo percorso ha eliminato tre futuri finalisti di Slam: Thomas Johansson, Thomas Enqvist e Pat Rafter. Grazie a questo risultato ha sfiorato la top-100 mondiale in classifica tuttavia non è più riuscito a ripetersi e il successo su Rafter è rimasto l'ultimo in carriera nei tornei dello Slam.
Ha fatto parte della squadra belga di Coppa Davis dal 1988 al 1994 vincendo sei incontri e perdendone sette.